# Kinga Czigány
Kinga Czigány, née le 17 février 1972 à Győr, est une kayakiste hongroise pratiquant la course en ligne.

## Palmarès

### Jeux olympiques de canoë-kayak course en ligne
- 1992 à Barcelone,  Espagne
  -  Médaille d'or en K-4 500m [1]